# 藤本万次郎
藤本 万次郎（ふじもと まんじろう、1898年2月 - 1984年）は、日本の実業家、政治家、思想家。

## 概要
山口県熊毛郡上関町祝島生まれ。旧制広島県立広島商業高校卒業。山口県公安委員長、（社）日本水産物輸入協議会会長、大日本水産会理事、日本海難審判協会（現：公益財団法人海難審判・船舶事故調査協会）理事、日韓親善協会会長、（社）下関水産振興協会会長、下関市社会福祉協議会会長、下関市公平委員会委員、下関都市計画審議会委員、下関市総合政策審議委員などの公職や衆議院議員・安倍晋太郎後援会連合会会長、衆議院議員・周東英雄後援会会長、参議院議員江島淳後援会会長、下関市長・井川克己後援会会長などの政治家後援会の要職を多数務めた。
勲五等双光旭日章（生前）、勲四等旭日小綬章（追贈）、黄綬褒章など、表彰多数。1929年から1934年にかけては下関市議会議員を2期務めた。下関中央魚市場社長、会長。

## 経歴
日本に於ける船団鋼鉄船漁業の草分け、鮮魚仲買を兼ねる藤友組創業者、藤本友次郎の長男として祝島に生まれた。幼少時は対岸の熊毛郡田布施町の岸信介と共に「熊毛の神童」と呼ばれた。
家業を継ぐため、大学への進学は諦め、旧制広島県立広島商業高校を経て1917年（大正6年）藤友組に入社する。当時の藤友組は施網船団5系統、運搬船11隻、流し網漁船、流し網母船を計30数隻有し、漁夫・船員だけで500名を超える、西日本屈指の水産企業であり、支店は境港をはじめとする日本海沿岸から、朝鮮半島、黄海沿岸、満州へと展開されていた。当時の同規模の同業者に林兼商店（後のマルハ、現マルハニチロ）があげられる。
1927年（昭和2年）28歳で、当時日本最大の売上を誇る下関仲買組合会長に就任し、組合を通した共同精算や物流の一括化を推し進め、政府の進める共同市場法のシステム面での雛形となり、下関の漁業流通システムは水産業界に大きな影響を与えた。このシステムを推進した、下関水産振興協会二代目会長である林兼の中部幾次郎と藤本万次郎の名は、全国に知られる事となった。
下関での藤友組の好調と裏腹に、当時は通例だった親戚や同属を責任者に任じていた支店や海外支店では放漫経営が行われ、1929年（昭和4年）の世界恐慌の波を受け、藤友組は解散となる。解散の際に、私財を隠匿しようとする親戚縁者の財産を厳しく暴き、可能な限り従業員と取引先へ分配し、また船団や施設を譲渡する際に、従業員の継続雇用を条件とするという、当時としては画期的な方法を採り、倒産企業でありながら全国的に注目を集めた。また、前年嵐によって難破した船員遺族への保障に船舶保険以外に1円でも多く充当するため、自宅をはじめ時計や家族の衣服や靴まで売却し、文字通り裸一貫となった事でも話題となった。
その男気に感銘を受けた、籠寅組の保良浅之助は自らが社長を務める昭和冷凍に取締役支配人として迎え入れたが、昭和冷凍は国策による統合により、日本食糧工業へ吸収され、さらに日本食糧工業は戦時下の水産統制令により帝国水産統制会社となって、藤本万次郎は長崎、鹿児島の営業所長を歴任し、山口県鮮魚出荷統制組合専務理事へ出向中終戦を迎えた。
戦後、統制会社は解散し、日魯漁業（現マルハニチロ）へ奉職する。戦前の日魯漁業は樺太、カムチャッカ、北海道での北洋漁業において独占的な権益を持つ大会社だったが、漁場の殆んどを失い、以西トロール漁への進出を図って下関に支社を開設し現場責任者として雇用される。その後1950年、下関中央魚市場設立に専務取締役として迎えられ、以降、晩年までこの発展に注力した。

## 人物
人物をよく表すものとして、安倍晋太郎が藤本万次郎へ贈った言葉を一部引用する（万次郎一代記 昭和58年3月1日発行）。
『藤本さん程、多くの人達から愛され、尊敬されてきた人は少ないと思いますが、それは言うまでもなく、どのような場合にも”正義の味方”であり、”庶民の味方”として決して”権力に屈しない”という生き方で、一生を貫いてこられたお人柄によるものと思います』
この言葉には、安倍晋太郎の苦笑いも含まれている。安倍と藤本の間には政治家と後援者の関係と言うより、政治の道を究めようとする安倍に対して、庶民の立場でのご意見番としての藤本が存在する。
概要にあるように、藤本万次郎は有力政治家の後援会長を歴任しているが、献金を殆んどしていない。公職にはついているものの、利益配分に関与するような職は全て辞退し、また、何度も参議院議員への立候補を要請されており、市長候補にも推された経歴を持つが、これにも応えていない。委託された委員や公職の日当や報酬は、すべて社会福祉活動に寄付している。
『私は、藤友の倒産の際に人に迷惑をかけた。とても”先生”と呼ばれる身分には相応しくないし、”先生”と呼ばれて、のぼせ上らないような、人物にも成れては居ない。生かして頂いているこの世に、微力で恥ずかしいが、少しでもお返しをしながら生きたい。』
安倍の言葉とこの一対の文が、藤本万次郎を端的に表していると思われる。
藤本は晩年まで、収入の約半分を福祉への寄付と法的には責任の無い『藤友倒産の際に迷惑をかけた』人達への送金に当てていた。
膵臓がんを発病し、余命を告げられた後もバスに揺られて下関中央魚市場の相談役室へ通勤し、入院の二日前にも86歳の藤本は恐らく自分より年下の老人に席を譲る姿が目撃されていて、葬儀での語り草となった。入院後一週間で逝った藤本の最後の言葉は看護師に対する感謝の言葉であったと伝えられる。
葬儀には、みなと新聞社の紙面ではで4000人、山口新聞社の紙面では4500人の弔問客が訪れたと報じられている。

## その他
赤間神宮崇敬会会長として、現在の朱塗りの神宮の建築、全国に名高い先帝祭行事の構築を当時の水野宮司と共に行った。

## 家族
- 妻 サカエ
- 長男 友三郎（同志社大学経済学部卒 元下関中央市場代表取締役専務）
- 次男 富司 （東京水産講習所・現東京海洋大学卒 元株式会社中央冷凍常務。栄光産業株式会社社長）
- 長女 秀子
- 友三郎の長男、藤本宗一は下関中央魚市場取締役を経て「わが国の中小規模漁業会社（中小資本漁業）の生産物を対象とした生産と流通の研究 」の論文によって、博士学位を取得している。
- 富司の長男、忌部栄次郎

## 関連人物
- 安倍晋太郎 - 義父は岸信介
- 保良浅之助
- 周東英雄
- 江島淳